# 딕 존스
딕 존스(영어: Dick Jones, 1927년 2월 25일 ~ 2014년 7월 7일) 또는 디키 존스(Dickie Jones)는 미국의 배우이다. 만화 영화 피노키오에서 피노키오의 목소리를 맡았다.
제2차 세계 대전 당시인 1944년에는 미국 육군에 징집되어 알래스카 준주에서 복무하기도 했다.
2014년 7월 7일 세상을 떠났다.